# Requin-marteau cornu
 (février 2022).
Si vous disposez d'ouvrages ou d'articles de référence ou si vous connaissez des sites web de qualité traitant du thème abordé ici, merci de compléter l'article en donnant les références utiles à sa vérifiabilité et en les liant à la section « Notes et références ».
Sphyrna corona
Espèce
Statut de conservation UICN

 CR A2bcd : 
En danger critique
Répartition géographique
Sphyrna corona (le Requin-marteau cornu) est une espèce de requins de la famille des Sphyrnidae.

## Description
Petit requin ayant une tête en forme de marteau large et légèrement cambrée.
La taille moyenne se situe entre 60 et 70 centimètres, la taille maximale probablement 90 centimètres. C'est la plus petite espèce de requins-marteaux.

## Habitat
Le requin-marteau cornu vit à l’est de l’océan Pacifique, dans le golfe de Californie, et du Mexique jusqu'au Pérou. Il fréquente les habitats côtiers sur des fonds mous (sable ou gravier) à une profondeur d'environ 100 m et une température pouvant aller jusqu'à 27 °C. On peut observer ce petit requin dans les mangroves et les estuaires.

## Reproduction
Vivipare, il a probablement deux petits par portée. La taille à la naissance est de 25 centimètres. Les mâles atteignent la maturité sexuelle vers 65 centimètres.

## Menaces et conservation
L'UICN (23 janvier 2023) classe l'espèce en catégorie CR (en danger critique) dans la liste rouge des espèces menacées depuis 2020. Victime de la surpêche, ce de requin-marteau cornu a vu sa population décliner de plus de 80 % en 24 ans. Le taux faible de reproduction est également un des facteurs de sa rareté. 